# Elizabeth Costello
Elizabeth Costello è un'opera di John Maxwell Coetzee, scrittore anglofono sudafricano, insignito del Premio Nobel per la letteratura nel 2003.
Si tratta di un vero e proprio romanzo-saggio, strutturato in otto Lezioni (sei nella edizione italiana) e con una lettera conclusiva; la protagonista, Elizabeth appunto, viene chiamata a partecipare a varie conferenze e dibattiti, in occasione dei quali affronta una tematica diversa.
Il personaggio di Elizabeth aveva fatto la sua comparsa per la prima volta nel 1999 all'interno del saggio La vita degli animali, saggio che verrà inserito interamente nella edizione inglese ed americana di Elizabeth Costello ma che verrà omesso nella edizione italiana.
Elizabeth è una scrittrice ormai anziana e celebre che difende con forza le proprie convinzioni nonostante l'avanzare dell'età; attraverso la sua voce è Coetzee stesso a parlare, ad esprimere le riflessioni maturate dopo numerosi anni dedicati realmente alla scrittura e gli argomenti trattati sono quindi molteplici: dalla concezione letteraria di Realismo a quella estetica di Eros, dal problema del Male al Vegetarianesimo.
Il confine tra generi si fa sempre più labile e il testo è difficilmente classificabile come semplice romanzo o saggio, includendo talvolta inserti epistolari (come la lettera che Elizabeth scrive alla sorella) o veri e propri passi metalinguistici.

## Edizioni italiane
- J.M. Coetzee, Elizabeth Costello, traduzione di Maria Baiocchi, collana "Supercoralli", Einaudi, 2004,  p. 192, ISBN 88-06-16875-4.
- J.M. Coetzee, Elizabeth Costello, traduzione di Maria Baiocchi, collana "ET" n. 1328, Einaudi, 2005,  p. 192, ISBN 88-06-17456-8.